# چن که (بازیکن بسکتبال)
چن که (انگلیسی: Chen Ke؛ زادهٔ ۱۶ مهٔ ۱۹۷۹) بازیکن بسکتبال اهل چین بود.
از باشگاه‌هایی که در آن بازی کرده‌است می‌توان به باشگاه بسکتبال بایی راکتس اشاره کرد.